# 梅道
梅道（英語：May Road），是香港的一條交通道路，位於香港島金鐘以南的中半山，在海拔140米至180米之間。梅道以第十五任香港總督梅含理爵士命名。

## 特色
梅道在地圖上的形狀像有棒的絲帶舞動，或稱英文的「L」形。 梅道是雙線雙向行車的公路，東段是山腰的平路，是東西走向，接馬己仙峽道；西段是下山天橋，南北走向，接舊山頂道；梅道的中段建有山頂纜車中途站（梅道站），它是通往太平山山頂及中環花園道最直接的公共交通途徑。梅道中段世紀大廈旁，有支線往地利根德里，及有蒲魯賢徑通往馬己仙峽道的愛都大廈以東。
梅道是半山住宅區，沿途的建築物有新建廿多層的大廈，也有十多廿年的幾層高平房，單位間隔是2千多方呎的高價樓盤，有停車場。梅道的住宅包括May Tower、譽皇居、蔚皇居、嘉富麗苑等。住在梅道的明星包括司馬燕、余文樂、梁朝偉及太太劉嘉玲。
梅道1號是由信和置業發展的The Mayfair，2010年2月時平均呎價高達3萬港幣。

## 鄰近
- 嘉慧園
- 地利根德閣
- 香港明愛嘉諾撒醫院
- 香港動植物公園

## 交匯道路
- 馬己仙峽道
- 地利根德里
- 舊山頂道

## 公共交通
專線小巴

## 外部連結
- 梅道地圖 （页面存档备份，存于）
- 梅道 於1907年4月11日命名 （页面存档备份，存于）